# Буасси, Луи де
Луи де Буасси (фр. Louis de Boissy; 26 ноября 1694, Вик-сюр-Сер, Овернь — 19 апреля 1758, Париж) — французский прозаик, поэт, драматург и редактор. Член Французской академии (Кресло № 6, с 12 августа 1754). Творил под псевдонимом Бонфуа (Bonnefoy).

## Биография
Родился в небогатой семье. Некоторое время служил священником. В 1714 году отправился в Париж, где занялся литературной деятельностью.
Редактировал газеты «Gazette de France» и «Mercure de France». В течение 30 лет написал около 50 пьес, которые ставились на сценах французских театров, таких как Комеди Франсез и Театр итальянской комедии в Париже.
Автор сатирических произведений, нескольких комедий и водевилей. Среди наиболее известных —  Les Dehors trompeurs ou l’Homme du jour («Обманчивая внешность или Человек дня»).
В России на сцене Малого театра в Санкт-Петербурге была поставлена его одноактная комедия в стихах «Говорун», переведенная с французского Н. Хмельницким (7 мая 1817 года). Переводом его произведений занималась также П. И. Вельяшева-Волынцева.
Ему принадлежит несколько афоризмов (Пытка ожидания — ад для влюблённых).
Жил в бедности. Был женат на своей прачке. Их сын Луи Мишель де Буасси был историком.
После смерти Филиппа Детуша в 1754 году занял его место во Французской академии.

## Избранные произведения
- L’Impatient (1724)
- Le Babillard (1725) Online-Text
- L'Époux sans supercherie (1744)
- La Comédie sans titre (1745)
- Le français à Londres